# Cnemidocarpa ramosa
Cnemidocarpa ramosa is een zakpijpensoort uit de familie van de Styelidae. De wetenschappelijke naam van de soort is voor het eerst geldig gepubliceerd in 1991 door Nishikawa.